# Javier Bañares
Francisco Javier Bañares Caro Logroño, 1949) es un profesor, político, escritor , pintor y filósofo riojano 

## Biografía
Javier Bañares nació en la calle Ollerías de Logroño (La Rioja) el 24 de noviembre de 1949. Es titulado por la Escuela de Ingeniería de La Rioja, aunque ha ejercido como profesor de Matemáticas en Enseñanza Secundaria. Actualmente está jubilado.
Ha sido concejal del PSOE en el Ayuntamiento de Logroño (1999-2007), en la oposición, encargado de cuestiones relacionadas con la Cultura.
Es autor de dos novelas, un libro de relatos y la biografía de su compañero de partido Francisco Saéz Porres.

## Obra
- Rúavieja32 (2004; 2.ª edición, 2006)[2]
- Mis fases lunares (2006)[3]
- Demasiado corazón (2006)[4]
- El diario de Antonio Díaz (novela) (2012).[5]

## Participación en obras colectivas
- La Rioja, 1936. Jirones de la Historia (2006)[6]
- Voces y miradas en el Ateneo Riojano (2007)

## Premios
- Concurso 'Tu historia es nuestra historia'[7]